# 韦加维尔
韦加维尔（法語：Vergaville，法語發音：[vɛʁɡavil]）是法国摩泽尔省的一个市镇，属于萨尔堡-萨兰堡区。

## 地理
韦加维尔（48°50'14"N, 6°44'38"E）面积13.17 平方千米，位于法国大東部大區摩泽尔省，该省份为法国东北部内陆省份，是洛林的一部分，西南接默尔特-摩泽尔省，东临下莱茵省，北与卢森堡和德国接壤。
与韦加维尔接壤的市镇（或旧市镇、城区）包括：比代斯特罗夫、布加尔特罗夫、迪约兹、盖贝斯特罗夫、盖布兰、利德勒赞、上兰德尔、佐芒日。

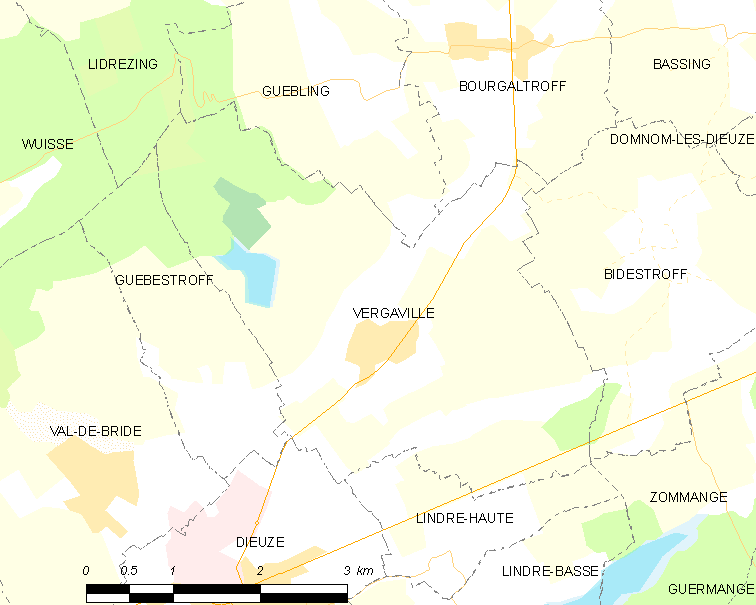
韦加维尔的OSM定位图

韦加维尔的时区为UTC+01:00、UTC+02:00（夏令时）。

## 行政
韦加维尔的邮政编码为57260，INSEE市镇编码为57706。

## 政治
韦加维尔所属的省级选区为索努瓦县。

## 人口

1962-2008年间韦加维尔人口变化图示

韦加维尔于2022年1月1日时的人口数量为537人。